# Шмаров, Валерий Валентинович
Вале́рий Валенти́нович Шма́ров (род. 23 февраля 1965, Воронеж, СССР) — советский и российский футболист, нападающий. Мастер спорта СССР.

## Биография

### Игровая карьера
Начинал заниматься футболом в Воронежской спортшколе у тренера Владимира Евгеньевича Никитенко. В 1982 году дебютировал в «Факеле» в Первой лиге, будучи курсантом Воронежского высшего военного авиационно-инженерного училища, в матче против костромского «Спартака». В следующей игре против «Гурии» забил 1-й мяч в профессиональной карьере. В 1984 году на игрока обратил внимание тренер «Спартака» Константин Иванович Бесков (особенно после игры на Кубок СССР, когда «Факел» переиграл москвичей). Однако в том же году Шмаров был призван в армию, согласно директиве отправлен в Хабаровск. Пять месяцев провёл в хабаровском СКА, играл за дубль под чужой фамилией — Игорь Протасов (который в то время был травмирован), забил 11-12 мячей, что помогло Протасову стать третьим бомбардиром турнира.
В 1985 году выступал за ЦСКА, вылетевший из Высшей лиги годом ранее. В том сезоне стал лучшим бомбардиром, отличившись 29 раз в 40 матчах. Тем не менее, команде не удалось напрямую выйти в высшую лигу, и необходимо было играть в переходном турнире. После провала двух первых игр Шмарова отчислили из команды и отправили в казарму. Армейскую службу проходил до 31 декабря 1985. После ЦСКА на год вернулся в Воронеж. Вместе с командой должен был вернуться в высшую лигу, но, как позже рассказывал Шмаров, в одной из решающих игр против московского «Локомотива» команда была «убита» судьями — «Факелу» не засчитали 3 забитых мяча, и воронежцы проиграли 0:2.
В 1987 году решился на переход в московский «Спартак», в котором успешно отыграл 5 лет, дважды став чемпионом, отметившись в предпоследнем матче чемпионата 1989 года на 90-й минуте «золотым голом» в ворота киевских динамовцев.
В 1991 году уехал в Германию, где три сезона отыграл вместе с Сергеем Кирьяковым, Оливером Каном, Славеном Биличем за «Карлсруэ». Играл сначала в нападении, потом — слева в полузащите. С его передач часто забивал Сергей Кирьяков. В последний год Винфрид Шефер ставил Шмарова уже в оборону, что, в результате, привело к уходу игрока из команды. В 1995 перешёл в «Арминию», которая по итогам сезона вышла из региональной Оберлиги во вторую Бундеслигу. Однако сезон ничего не дал, и после этого принял решение вернуться в Россию. «Спартак» выкупил трансфер у «Карлсруэ», оперативно заявил игрока на чемпионат.

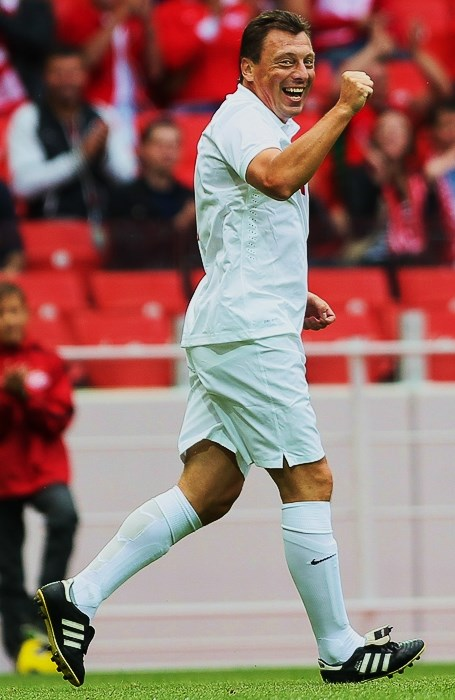
2014 год

Сезон 1995 года в «Спартаке» выдался удачным: 16 мячей в 20 матчах (3-е место в споре бомбардиров). В 1996 году после нескольких игр сезона, не найдя взаимопонимания с новым главным тренером Георгием Ярцевым, уехал играть в Южную Корею, где провёл всего 3 месяца (хотя контракт заключил на 1,5 года). С 1997 по 2001 год выступал за родной клуб, балансировавший между первым и высшим дивизионом. Закончил свою карьеру в тульском «Арсенале» во Втором дивизионе, причём в «Арсенале» одновременно выступал и его 17-летний сын Денис Шмаров.
25 мая 2003 года в Воронеже состоялся прощальный матч между «Факелом» и «Спартаком». Отыграл за обе команды по тайму и отметился четырьмя голами.

### Тренерская карьера
По окончании карьеры игрока в 2002 году непродолжительное время (в сентябре — октябре) возглавлял «Спартак» Луховицы, в 2003 году в течение трёх месяцев руководил новосибирским «Чкаловцем-1936», прошёл обучение в Высшей школе тренеров (ВШТ).
С 2006 по 2008 год руководил воронежской командой «ФЦШ-73», проведшей сначала два сезона в ЛФЛ (МОА «Черноземье»), затем один сезон во Втором дивизионе (зона «Центр») первенства России.
С ноября 2008 по июнь 2009 года был главным тренером клуба «Факел-Воронеж».
В 2024—2025 годах входил в тренерский штаб 2DROTS.

## Достижения

### Командные
- Чемпион СССР и России в составе «Спартака» — 1987, 1989, 1996
- Серебряный призёр чемпионата СССР 1991 года
- Бронзовый призёр чемпионата России 1995 года
- Обладатель Кубка Федерации футбола СССР: 1987

### Личные
- Лучший бомбардир Первой лиги СССР по футболу (1): 1985.
- Лучший бомбардир чемпионата СССР 1990 года (12 мячей)
- В списке 33 лучших футболистов сезона в СССР (2): № 2 — 1989, № 3 — 1990.
- В списке 33-х лучших игроков чемпионата России 1995 года (№ 2)

## Личная жизнь
Жена Светлана. Дочь Дарья (р. 1998) — певица, выступает под псевдонимом Доминика, сыновья Егор и Денис — футболисты. Старший — Денис Шмаров (р. 1985) в 2002 году вместе с отцом находился в заявке тульского «Арсенала», но на поле не выходил. На профессиональном уровне выступал за ФЦШ-73 и «Факел-Воронеж» (оба под руководством отца), в сумме провёл 22 матча и забил 1 гол во втором дивизионе. Младший — Егор Шмаров (р. 2003), в 2020 году подписал контракт с клубом «Химки».